# Konrad Aufensteinski
Konrad III. Aufensteinski tudi Konrad Aufensteinsteinski   († 18. november 1338) je izviral iz tirolske plemiške družine, katere rodbinski grad v dolini Navisa pri Matreju se je imenoval Aufenstein in po njem je rodbina imela ime.  Bil je sin Henrika Aufensteinskega in Adelajde Starkenberške.

## Življenjepis
Konrad je prišel na Koroško leta 1293 za Otonom, sinom Majnhardom II. Goriško-Tirolskim, vnukom in naslednikom zadnjega tirolskega grofa, Albert IV., na Koroško in se izkazal pri zadušitvi plemiškega upora v letih 1292/93, ko so se Vovbržani, Karlsbergerji in drugi dvignili proti Majnhardu, ki je bil od leta 1286 tudi koroški vojvoda. Leta 1293 je dobil službo maršala na Koroškem in leta 1294 je dobil v fevd gospostvo Karlsberg (jugovzhodno od Šentvida ob Glini). Od leta 1299 izpričan kot deželni glavar, je v imenu vojvode Henrika, ki je bil običajno odsoten, izvajal vladno oblast na Koroškem in utrdil moč svoje rodbinske hiše na Koroškem s pridobitvijo pomembnih fevdov in zastav. Leta 1323 je obdaril samostan klaris v Šentvidu ob Glini), kjer so ustanovili tudi družinsko grobnico. Leta 1329 mu je vojvoda Henrik VI. dal območje jugozahodno od Velikovca, kjer si je Konrad zgradil Grad Neudenstein. Sčasoma pa je njegov oster režim izzval vse večje nasprotovanje, ki so ga gojili Habsburžani. Krvavi sporu z bamberško škofijo (izbruhom leta 1334) je omajal njegov ugled, zato je leta 1335 priznal habsburško oblast, bil odstavljen kot deželni glavar, vendar je obdržal funkcijo maršala. Konrad je poskrbel, da je koroška vojvodina čim bolj gladko prešla na Habsburžane. Vendar je pri tem prišel v oster konflikt z grofico  Margareto (Tirolsko) Maultasch, hčerko vojvode Henrika, ki je zaplenila tirolske posesti Konrada in njegove družine, ki jih je podedoval po smrti svojega brata Henrika Aufensteinskega, ki je bil brez otrok, ter s temi posesti suvereno upravljala. Med obleganjem in zavzetjem je bil grad Aufenstein močno poškodovan.
Konradova sinova Friderik in Konrad sta skupaj z Bavarci in Ogri sodelovala pri uporu proti habsburškima vojvodama Albrehtu III. in Leopoldu III., a izgubila odločilno bitko pri Pliberku leta 1368. Konrad je umrl v Strechavu še istega leta, Frederik pa je bil izpuščen šele po 28 letih.

## Grb
Grb prikazuje okronanega srebrnega Auffa (sovo) v modri barvi, ki sedi na zlati (pozneje zeleni) trigori. Na čeladi z modro in srebrno prevleko je slika ščita, krona okrašena s pavjim peresom.  Sova je bila vključena v občinski grb Navisa, ki je bil podeljen leta 1975 in na ozemlju katerega se nahaja grad Auffenstein.

## Potomci
Konrad se je poročil (1) prvič z Adelajdo Marling; (2) drugič (pred novembrom 1297) z Aliso, hčerko koroškega glavarja Kola Vuzeniško-Seltenheimskega, vdovo po Reinbertu Glaneškem; in (3) tretjič leta 1309 z Diemuto, hčerko Hartnida Ptujskega. V zakonih je imel naslednje otroke:
- (1) Adelajda (⚭ Friderikom grofom Vovbrškim);
- (2) Friderik III.   † po 1396;
- (2) Konrad IV. (domnevno po 1396 kanonik?)